# شد البطن

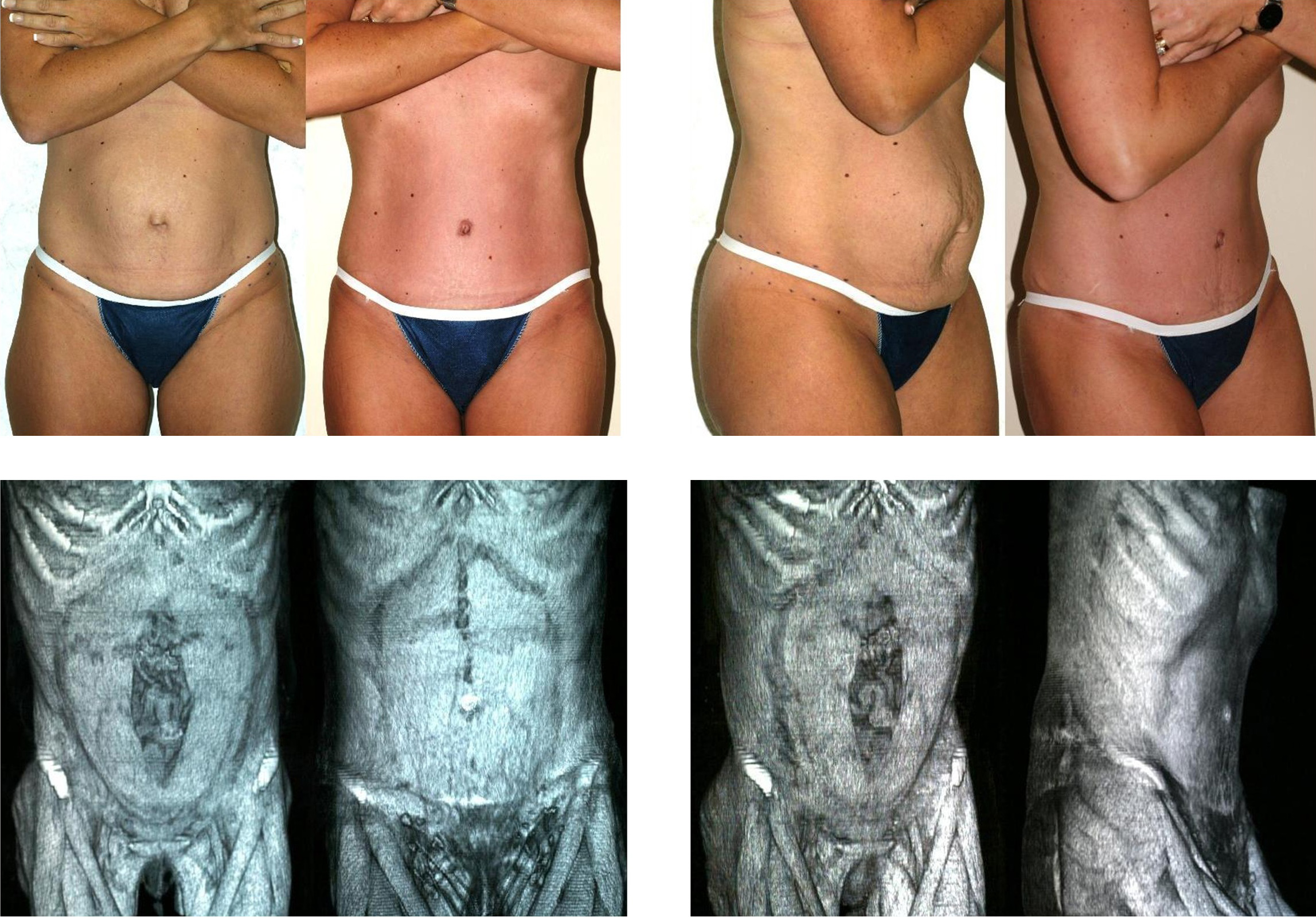
عملية شد البطن قبل وبعد.

عملية شد البطن أو شد ترهلات البطن هي عملية جراحية تجميلية تعتمد على إزالة الفائض من الدهون و الجلد من منتصف و أسفل منطقة البطن بغرض شد عضلات ولفافة الجدار البطني و إزالة ترهلات الجلد. عادة ما يقوم بهذه العملية المرضى ذوي البطن المترهل أو الرخو بعد الولادة أو النقص الكبير للوزن.

## إجراءات العملية
تختلف إجراءات العملية ومدتها حسب نوع العملية. عملية الشد الكاملة تستغرق مدة ساعة إلى 5 ساعات. بينما عملية الشد الجزئية قد تستغرق من ساعة إلى ساعتين.

### عملية شد البطن الكاملة
بشكل عام، عملية الشد الكامل للبطن تتبع الخطوات الآتية:
1. يُشق البطن من الورك إلى الورك فوق منطقة العانة.
2. يعمل شق آخر حول السرة لفصلها عن الجلد المحيط بها.
3. يُفصل الجلد عن الجدار البطني وتظهر العضلات و الصفاق ليتم شدها باستخدام قطوب الجراحة.
4. عملية شفط الدهون تقوم بصقل المناطق الانتقالية عند نحت البطن.
5. تُثبت ضمادة أو رباط طبي ضاغط ويتم شفط الفائض من السوائل من المنطقة.

### عملية شد البطن الجزئية
بشكل عام، عملية الشد الجزئي للبطن تتبع الخطوات الآتية:
1. يُشق شق أصغر في البطن.
2. يُفصل الجلد و العضلات عن الصفاق في المنطقة السفلية من البطن بطريقة أكثر محدودية. يُسحب الجلد إلى الأسفل و يُزال الفائض منه.
3. أحياناً، تُفصل السرة عن العضلات الموجودة تحتها، و تزاح السرة إلى أسفل جدار البطن.
4. أحياناً، يُشد جزء من جدار الصفاق البطني.
5. عملية شفط الدهون تقوم بوظيفة صقل المنطقة الانتقالية.
6. يُعاد الجلد المزاح إلى أسفل و يخاط في مكانه.

### عملية شد البطن الموسعة
عملية شد البطن الموسعة هي عملية جراحية كاملة بالإضافة إلى رفع جانبي للفخذين. ويكون ندب الجرح على مستوى الخط الإبطي الخلفي (عند وضع اليدين مفتوحتين على الوركين، يكون الإبهام على طول الخط الإبطي الخلفي).
تعطي هذه العملية الجراحية جميع التعديلات في عملية شد البطن الكاملة من صقل و تسمح بتحسينات إضافية لمنطقة الخاصرة، بالإضافة إلى صقل الجزء الجانبي العلوي للفخذين.

### عملية شد البطن بالشد الجانبي العالي
هي تقنية متطورة يستغرق إنجازها ما يزيد عن أربع ساعات ونصف. تشد عملية شد البطن التقليدية العضلات عموديًا، بينما هذه الطريقة الجديدة تُشد العضلات أفقيًا وعموديًا. ينتُج عن هذه التقنية بطن مسطحة إلى حد كبير مع خط خصر منحوت.

### عملية شد البطن الطائفة
تُعرف باسم عملية شد البطن الصغيرة الموسعة، وتسمح بشد البطن ونحتها باستخدام شق صغير بعيدًا عن السرة. يُزال الجلد الزائد من طريق هذا الشق، وتُفصل السرة عن العضلات التي تحتها مؤقتًا خلال العملية. تُشد العضلات ما بين عظم القص ومنطقة العانة، ويُعاد تشكيلها. يُشد الجلد وتُعاد السرة إلى مكانها الأصلي، أو مكان أوطأ بسنتيمتر أو اثنين. من الممكن القيام بشفط الدهون معها للوصول إلى النتيجة المطلوبة.

### عملية شد البطن الحولية
هي عملية شد بطن موسعة، إضافةً إلى شد الأرداف. يمتد الندب الناتج عن هذه العملية حول الجسم، وتسمى بعملية استئصال شحوم الحزام أو شد أسفل الجسم. تناسب هذه العملية المرضى الذين خسروا الكثير من الوزن.

### عمليات مدمجة
من الممكن دمج عملية شد البطن مع شفط الدهون للحصول على عملية شد شفط، التي تنحت الجسم حول الفخذين، والورك والأرداف.
من الممكن أيضًا دمجها مع عملية نحت الجسم بشفط الدهون، وعملية تصغير الثدي، وعملية شد الثدي، وأحيانًا عملية إزالة الرحم، اعتمادًا على سبب العملية. من الأسماء المشهورة لعمليات تجميل الصدر، التي تجري مع عمليات شد البطن، هو mommy makeover.

## فترة الشفاء
- تعتمد على المشكلة التي عولجت، والطريقة أو الطرائق الجراحية المستخدمة، وغيرها من العوامل. من الممكن أن تستغرق من أسبوع إلى أربعة أسابيع، وينصح المرضى بأخذ استراحة عن العمل.
- من الأفضل تجنب حمل الأغراض الثقيلة خلال هذا الوقت.
- من الممكن أن يوجد كدمات وعدم راحة في البداية.
- استخدام مشد البطن، أو الملابس الضاغطة؛ يسند الأنسجة في مكان العملية، ويقلل فرص حدوث الكدمات والتورم. تفيد الملابس الضاغطة في مساعدة الجلد في المنطقة على أخذ الشكل الجديد.
- ينصح المرضى بتجنب كل أشكال النكوتين مدة شهر أو أكثر قبل العملية وخلال فترة التعافي.
- يأخذ الشفاء الكامل نحو 3-6 أشهر، بعدها تقل حدة الندوب. من الممكن أن تكون الندوب حمراء وواضحة في بداية الأمر، ولكن مع العناية الجيدة، تُشفى الندب تاركةً خطًا فضيًا رفيعًا.

## المخاطر
تتضمن عملية شد البطن بعض المخاطر التي من الممكن أن تكون خطيرة. يُنصح بمقارنة الفوائد بالخطورة والمضاعفات الممكنة عند أخذ قرار القيام بالعملية. ولذلك يجب إعلام جميع المرضى بكل المخاطر التي يعرضون أنفسهم لها. تحدث المضاعفات الخطيرة في حالات نادرة، وتتضمن حدوث خثرات دموية، ومضاعفات قلبية، وتنفسية، أو عدوى.
تشكل العدوى وتخثر الدم خطورة عالية بعد عمليات شد البطن، ولكن نادرًا ما تحدث. تُعالج العدوى عادةً بالمضادات الحيوية و التفريغ. ويُنصح المرضى بالتحرك في أسرع وقت بعد العملية لتقليل فرص حدوث الخثرة الدموية.
من المضاعفات النادرة الحدوث بعد أي عملية جراحية هي الانصمام الرئوي، والنوبة القلبية، والجلطة الدماغية، التي تكون بسبب عدم الحركة، وبالتالي تُكوّن خثرات دموية تصل إلى القلب، والرئة، والدماغ. يمثل الانصمام الرئوي خطورة عالية بعد عمليات شد البطن، واذا حدث، فيكون ذلك عادة خلال ثلاثة أسابيع من العملية، وخاصة خلال أول 72 ساعة بعد العملية.
تتأخر عملية التشافي في حالة حدوث مضاعفات. وفي حالات نادرة، قد نحتاج إلى عملية جراحية ثانية للتعامل مع المضاعفات.

## التكلفة
تختلف تكلفة العملية من دولة لأخرى وأحيانا داخل الدولة الواحدة، ومن المعايير التي تحدد سعر العملية هي سن المريض وحالته الصحية ووزنه، يتراوح سعر العملية في الولايات المتحدة مابين 4000$ وحتى $15,000 دولار.